# Alessandro Piccinini
|  | No s'ha de confondre amb Luigi Alessandro Piccinni. |

Alessandro Piccinini (30 de desembre de 1566 - 1638) fou un llaütista i compositor italià.
Nascut a Bolonya, Piccinini aprèn el llaüt amb el seu pare, Leonardo Maria Piccinini. El cardenal Pietro Aldobrandini el fa entrar a la cort d'Este a Ferrara. Piccinini és conegut sobretot per als seus dos reculls de peces per a llaüt: Intavolatura di Liuto et di Chitarrone, libro primo (Bolonya, 1632) i Intavolaturo di Liuto (Bolonya, 1639), el segon editat després de la seva mort pel seu fill Leonardo Maria Piccinini.
Segons deia ell mateix va inventar l'arxillaüt i va modificar el Chitarrone. Les seves composicions foren sobretot tocates, sèries e variacions i danses —corrente, chiaccona, gaglairda i passacaglia. Encara que potser no va mostrar l'originalitat de Kapsperger, la seva música de ser fresca, melòdica i atractiva, especialment les tocates.